# Zopherus concolor
Zopherus concolor är en skalbaggsart som beskrevs av Leconte 1851. Zopherus concolor ingår i släktet Zopherus och familjen barkbaggar. Inga underarter finns listade i Catalogue of Life.

## Bildgalleri

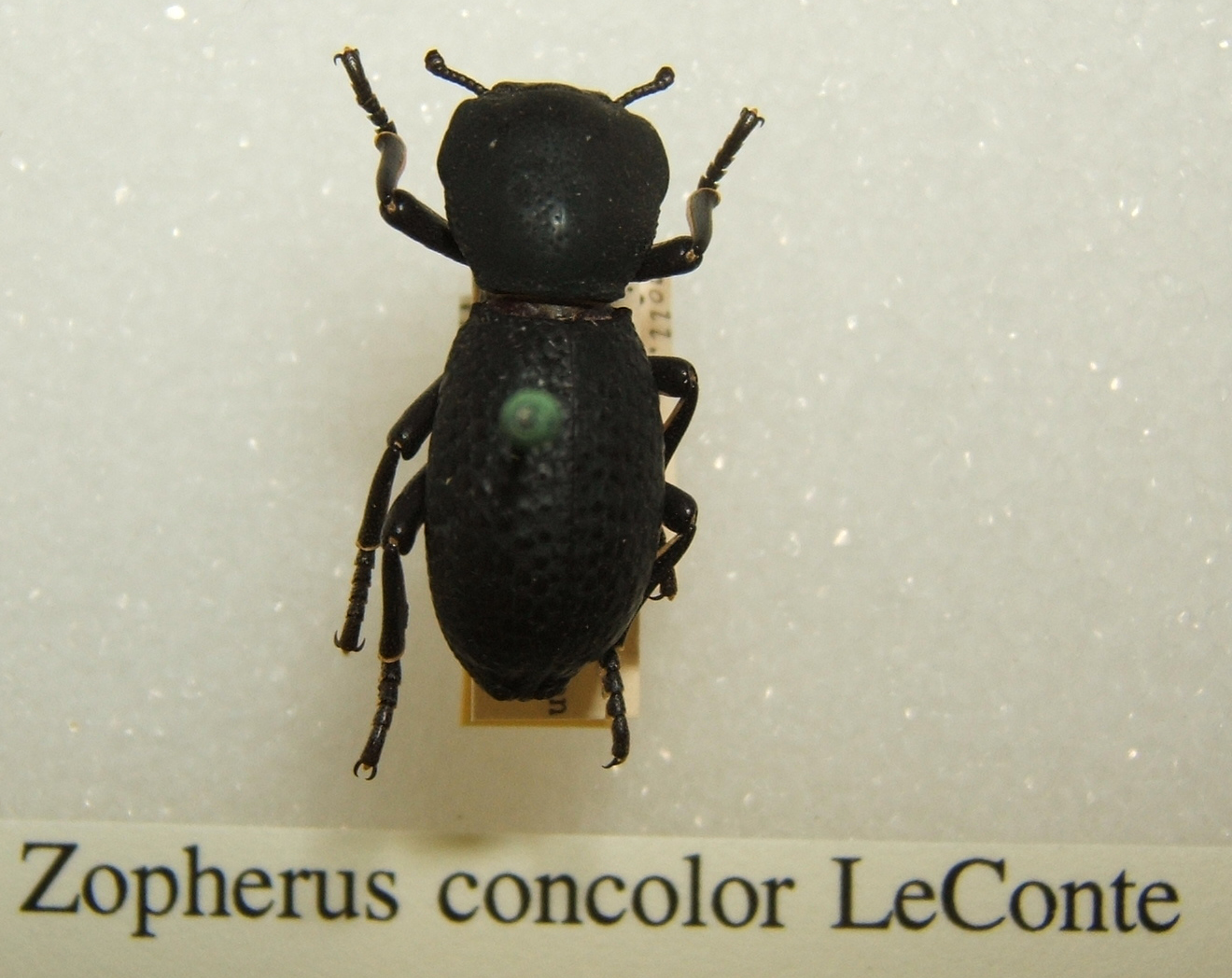
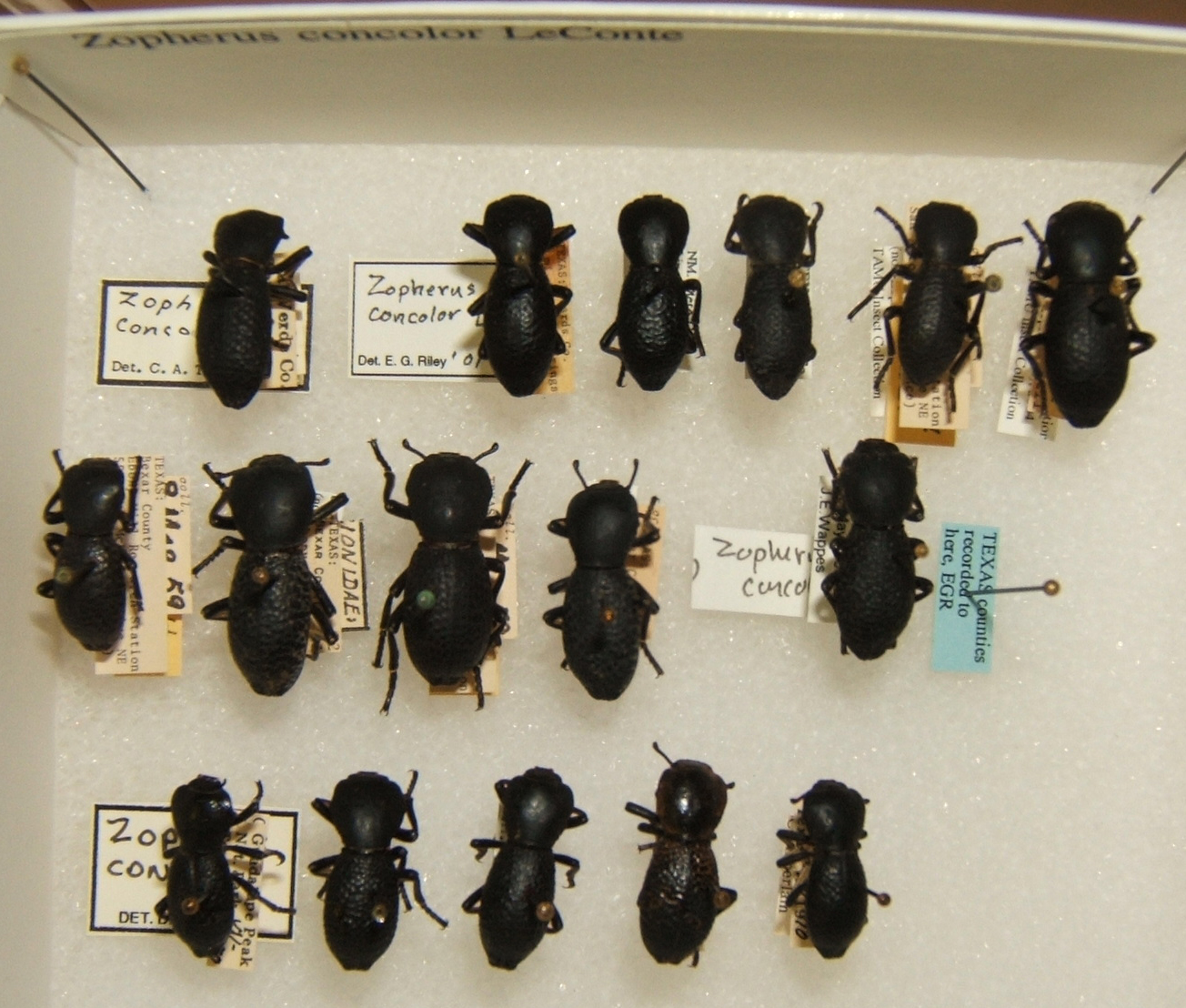